# Leptochilichthys
Leptochilichthys är ett släkte av fiskar. Leptochilichthys ingår i familjen Leptochilichthyidae.
Leptochilichthys är enda släktet i familjen Leptochilichthyidae.
Kladogram enligt Catalogue of Life:
| Leptochilichthys | \| \| Leptochilichthys agassizii \| \| \| \| \| \| Leptochilichthys microlepis \| \| \| \| \| \| Leptochilichthys pinguis \| \| \| \| |
|                  | \| \| Leptochilichthys agassizii \| \| \| \| \| \| Leptochilichthys microlepis \| \| \| \| \| \| Leptochilichthys pinguis \| \| \| \| |
|                  | Leptochilichthys agassizii |
|                  | |
|                  | Leptochilichthys microlepis |
|                  | |
|                  | Leptochilichthys pinguis |
|                  | |